# Équipe d'Espagne de football à la Coupe du monde 2018
Cet article relate le parcours de l’équipe d'Espagne de football lors de la Coupe du monde de football 2018 organisée en Russie du 14 juin au 15 juillet 2018.
Lors du tirage au sort, l'Espagne est versée dans le groupe B avec le Portugal, l'Iran et le Maroc. 
Le 13 juin, la veille du début de la compétition, le sélectionneur Julen Lopetegui est limogé par la Fédération royale espagnole de football (RFEF) en raison de son engagement avec le Real Madrid. Il est remplacé par Fernando Hierro. Le 8 juillet, Hierro quitte à son tour le poste de sélectionneur après une décevante élimination en huitièmes de finale contre la Russie, marquée par un système de jeu espagnol dépassé.

## Qualifications

### Groupe G
| Rang | Équipe        | Pts | J  | G | N | P  | Bp | Bc | Diff |  | Résultats (▼ dom., ► ext.) |     |     |     |     |     |     |
| ---- | ------------- | --- | -- | - | - | -- | -- | -- | ---- |  | -------------------------- | --- | --- | --- | --- | --- | --- |
| 1    | Espagne       | 28  | 10 | 9 | 1 | 0  | 36 | 3  | +33  |  | Espagne                    |     | 3-0 | 3-0 | 4-1 | 4-0 | 8-0 |
| 2    | Italie        | 23  | 10 | 7 | 2 | 1  | 21 | 8  | +13  |  | Italie                     | 1-1 |     | 2-0 | 1-0 | 1-1 | 5-0 |
| 3    | Albanie       | 13  | 10 | 4 | 1 | 5  | 10 | 13 | -3   |  | Albanie                    | 0-2 | 0-1 |     | 0-3 | 2-1 | 2-0 |
| 4    | Israël        | 12  | 10 | 4 | 0 | 6  | 10 | 15 | -5   |  | Israël                     | 0-1 | 1-3 | 0-3 |     | 0-1 | 2-1 |
| 5    | Macédoine     | 11  | 10 | 3 | 2 | 5  | 15 | 15 | 0    |  | Macédoine                  | 1-2 | 2-3 | 1-1 | 1-2 |     | 4-0 |
| 6    | Liechtenstein | 0   | 10 | 0 | 0 | 10 | 1  | 39 | -38  |  | Liechtenstein              | 0-8 | 0-4 | 0-2 | 0-1 | 0-3 |     |

## Préparation

### Matchs de préparation à la Coupe du monde
Détail des matchs amicaux
| Match amical           | Allemagne  | 1 – 1   | Espagne    | ESPRIT arena, Düsseldorf   |                            |
| 23 mars 2018 20h45 HEC | Müller 35e | (1 - 1) | 6e Rodrigo | Arbitrage : William Collum | Arbitrage : William Collum |
| 23 mars 2018 20h45 HEC | Rapport    |         |            | Arbitrage : William Collum | Arbitrage : William Collum |

| Match amical            | Espagne                                                          | 6 - 1   | Argentine    | Estadio Metropolitano, Madrid                   |                                                 |
| 27 mars 2018 21h30 HAEC | Diego Costa 12e · Isco 27e 52e 75e · Thiago 55e · Iago Aspas 74e | (2 - 1) | 39e Otamendi | Spectateurs : 65 541 Arbitrage : Anthony Taylor | Spectateurs : 65 541 Arbitrage : Anthony Taylor |

| Match amical     | Espagne       | 1 - 1   | Suisse        | Stade de la Cerámica, Vila-real |                           |
| 3 juin 2018 HAEC | Odriozola 29e | (1 - 0) | 62e Rodríguez | Arbitrage : István Kovács       | Arbitrage : István Kovács |

| Match amical           | Espagne   | 1 - 0   | Tunisie | Stade FK Krasnodar, Krasnodar                |                                              |
| 9 juin 2018 20h45 HAEC | Aspas 84e | (0 - 0) |         | Spectateurs : 33 116 Arbitrage : Bas Nijhuis | Spectateurs : 33 116 Arbitrage : Bas Nijhuis |

## Effectif
L'effectif de l'Espagne, est dévoilé le 21 mai 2018.
| Numéro / Nom       | Numéro / Nom      | Club              | Date de naissance et âge* | J.              | Buts            |                 |                 |                 |
| Gardiens de but    | Gardiens de but   | Gardiens de but   | Gardiens de but           | Gardiens de but | Gardiens de but | Gardiens de but | Gardiens de but | Gardiens de but |
| ------------------ | ----------------- | ----------------- | ------------------------- | --------------- | --------------- | --------------- | --------------- | --------------- |
| 01                 | David de Gea      | Manchester United | 7 novembre 1990 (27 ans)  | 4               | 0               | 0               | 0               | 0               |
| 13                 | Kepa Arrizabalaga | Athletic Bilbao   | 3 octobre 1994 (23 ans)   | 0               | 0               | 0               | 0               | 0               |
| 23                 | Pepe Reina        | SSC Naples        | 31 août 1982 (35 ans)     | 0               | 0               | 0               | 0               | 0               |
| Défenseurs         |                   |                   |                           |                 |                 |                 |                 |                 |
| 02                 | Dani Carvajal     | Real Madrid       | 11 janvier 1992 (26 ans)  | 3               | 0               | 0               | 0               | 0               |
| 03                 | Gerard Piqué      | FC Barcelone      | 2 février 1987 (31 ans)   | 4               | 0               | 1               | 0               | 0               |
| 04                 | Nacho             | Real Madrid       | 18 janvier 1990 (28 ans)  | 2               | 1               | 0               | 0               | 0               |
| 12                 | Álvaro Odriozola  | Real Sociedad     | 14 décembre 1995 (22 ans) | 0               | 0               | 0               | 0               | 0               |
| 14                 | César Azpilicueta | Chelsea FC        | 28 août 1989 (28 ans)     | 0               | 0               | 0               | 0               | 0               |
| 15                 | Sergio Ramos      | Real Madrid       | 30 mars 1986 (32 ans)     | 4               | 0               | 0               | 0               | 0               |
| 16                 | Nacho Monreal     | Arsenal FC        | 26 février 1986 (32 ans)  | 0               | 0               | 0               | 0               | 0               |
| 18                 | Jordi Alba        | FC Barcelone      | 21 mars 1989 (29 ans)     | 4               | 0               | 0               | 0               | 0               |
| Milieux de terrain |                   |                   |                           |                 |                 |                 |                 |                 |
| 05                 | Sergio Busquets   | FC Barcelone      | 16 juillet 1988 (29 ans)  | 4               | 0               | 1               | 0               | 0               |
| 06                 | Andrés Iniesta    | FC Barcelone      | 11 mai 1984 (34 ans)      | 4               | 0               | 0               | 0               | 0               |
| 07                 | Saúl              | Atlético Madrid   | 21 novembre 1994 (23 ans) | 0               | 0               | 0               | 0               | 0               |
| 08                 | Koke              | Atlético Madrid   | 8 janvier 1992 (26 ans)   | 3               | 0               | 0               | 0               | 0               |
| 10                 | Thiago Alcántara  | Bayern Munich     | 11 avril 1991 (27 ans)    | 2               | 0               | 0               | 0               | 0               |
| 21                 | David Silva       | Manchester City   | 8 janvier 1986 (32 ans)   | 4               | 0               | 0               | 0               | 0               |
| 22                 | Isco              | Real Madrid       | 21 avril 1992 (26 ans)    | 4               | 1               | 0               | 0               | 0               |
| Attaquants         |                   |                   |                           |                 |                 |                 |                 |                 |
| 09                 | Rodrigo           | Valence CF        | 6 mars 1991 (27 ans)      | 3               | 0               | 0               | 0               | 0               |
| 11                 | Lucas Vázquez     | Real Madrid       | 1er juillet 1991 (26 ans) | 2               | 0               | 0               | 0               | 0               |
| 17                 | Iago Aspas        | Celta Vigo        | 1er août 1987 (30 ans)    | 3               | 1               | 0               | 0               | 0               |
| 19                 | Diego Costa       | Atlético Madrid   | 7 octobre 1988 (29 ans)   | 4               | 3               | 0               | 0               | 0               |
| 20                 | Marco Asensio     | Real Madrid       | 21 janvier 1996 (22 ans)  | 3               | 0               | 0               | 0               | 0               |
| Sélectionneur      |                   |                   |                           |                 |                 |                 |                 |                 |
|                    | Fernando Hierro   |                   | 23 mars 1968 (50 ans)     |                 |                 |                 |                 |                 |

* NB : Les âges sont calculés au début de la Coupe du monde 2018, le 14 juin 2018.

## Coupe du monde

### Premier tour - Groupe B
|   | Équipe   | Pts | J | G | N | P | Bp | Bc | Diff |
| 1 | Espagne  | 5   | 3 | 1 | 2 | 0 | 6  | 5  | +1   |
| 2 | Portugal | 5   | 3 | 1 | 2 | 0 | 5  | 4  | +1   |
| 3 | Iran     | 4   | 3 | 1 | 1 | 1 | 2  | 2  | 0    |
| 4 | Maroc    | 1   | 3 | 0 | 1 | 2 | 2  | 4  | -2   |

| 3  | 15 juin 2018 | Maroc    | 0 - 1 | Iran     |
| 4  | 15 juin 2018 | Portugal | 3 - 3 | Espagne  |
| 19 | 20 juin 2018 | Portugal | 1 - 0 | Maroc    |
| 20 | 20 juin 2018 | Iran     | 0 - 1 | Espagne  |
| 35 | 25 juin 2018 | Iran     | 1 - 1 | Portugal |
| 36 | 25 juin 2018 | Espagne  | 2 - 2 | Maroc    |

#### Portugal - Espagne
| Match 4                                                  | Portugal                                                                                      | 3 - 3   | Espagne                                                          | Stade Ficht, Sotchi                              |                                                  |
| 15 juin 2018 · 21:00 (UTC+3) · Historique des rencontres | Cristiano Ronaldo 4e (pen.) · ( Gonçalo Guedes) Cristiano Ronaldo 44e · Cristiano Ronaldo 88e | (2 - 1) | 24e Diego Costa · 55e Diego Costa (Sergio Busquets ) · 58e Nacho | Spectateurs : 43 866 Arbitrage : Gianluca Rocchi | Spectateurs : 43 866 Arbitrage : Gianluca Rocchi |
| 15 juin 2018 · 21:00 (UTC+3) · Historique des rencontres | Rapport                                                                                       |         |                                                                  | Spectateurs : 43 866 Arbitrage : Gianluca Rocchi | Spectateurs : 43 866 Arbitrage : Gianluca Rocchi |

| Portugal | Espagne |

| PORTUGAL :      |    |                   |     |     |
|                 |    |                   |     |     |
| Gardien de but  | 01 | Rui Patrício      |     |     |
|                 | 21 | Cédric Soares     |     |     |
|                 | 03 | Pepe              |     |     |
|                 | 06 | José Fonte        |     |     |
|                 | 05 | Raphaël Guerreiro |     |     |
|                 | 14 | William Carvalho  |     |     |
|                 | 08 | João Moutinho     |     |     |
|                 | 11 | Bernardo Silva    |     | 69e |
|                 | 17 | Gonçalo Guedes    |     | 80e |
|                 | 13 | Bruno Fernandes   | 28e | 68e |
|                 | 07 | Cristiano Ronaldo |     |     |
| Remplaçants :   |    |                   |     |     |
|                 | 10 | João Mário        |     | 68e |
|                 | 20 | Ricardo Quaresma  |     | 69e |
|                 | 09 | André Silva       |     | 80e |
| Sélectionneur : |    |                   |     |     |
| Fernando Santos |    |                   |     |     |

| ESPAGNE :       |    |                  |     |     |
|                 |    |                  |     |     |
| Gardien de but  | 01 | David de Gea     |     |     |
|                 | 04 | Nacho            |     |     |
|                 | 03 | Gerard Piqué     |     |     |
|                 | 15 | Sergio Ramos     |     |     |
|                 | 18 | Jordi Alba       |     |     |
|                 | 05 | Sergio Busquets  | 17e |     |
|                 | 08 | Koke             |     |     |
|                 | 21 | David Silva      |     | 86e |
|                 | 22 | Isco             |     |     |
|                 | 06 | Andrés Iniesta   |     | 70e |
|                 | 19 | Diego Costa      |     | 77e |
| Remplaçants :   |    |                  |     |     |
|                 | 10 | Thiago Alcántara |     | 70e |
|                 | 17 | Iago Aspas       |     | 77e |
|                 | 11 | Lucas Vázquez    |     | 86e |
| Sélectionneur : |    |                  |     |     |
| Fernando Hierro |    |                  |     |     |

| Assistants : Elenito Di Liberatore Mauro Tonolini Quatrième arbitre : Ryūji Satō Cinquième arbitre : Toru Sagara Arbitre vidéo : Massimiliano Irrati Assistants arbitre vidéo : Paolo Valeri Carlos Astroza Daniele Orsato Homme du Match : Cristiano Ronaldo |

#### Iran - Espagne
| Match 20                                                 | Iran    | 0 - 1   | Espagne         | Kazan Arena, Kazan                            |                                               |
| 20 juin 2018 · 21:00 (UTC+3) · Historique des rencontres |         | (0 - 0) | 54e Diego Costa | Spectateurs : 42 718 Arbitrage : Andrés Cunha | Spectateurs : 42 718 Arbitrage : Andrés Cunha |
| 20 juin 2018 · 21:00 (UTC+3) · Historique des rencontres | Rapport |         |                 | Spectateurs : 42 718 Arbitrage : Andrés Cunha | Spectateurs : 42 718 Arbitrage : Andrés Cunha |

| Iran | Espagne |

| IRAN :          |    |                      |       |     |
|                 |    |                      |       |     |
| Gardien de but  | 01 | Alireza Beiranvand   |       |     |
|                 | 23 | Ramin Rezaeian       |       |     |
|                 | 19 | Majid Hosseini       |       |     |
|                 | 08 | Morteza Pouraliganji |       |     |
|                 | 03 | Ehsan Hajsafi        |       | 69e |
|                 | 09 | Omid Ebrahimi        | 90+2e |     |
|                 | 06 | Saeid Ezatolahi      |       |     |
|                 | 10 | Karim Ansarifard     |       | 74e |
|                 | 17 | Mehdi Taremi         |       |     |
|                 | 11 | Vahid Amiri          | 79e   | 86e |
|                 | 20 | Sardar Azmoun        |       |     |
| Remplaçants :   |    |                      |       |     |
|                 | 05 | Milad Mohammadi      |       | 69e |
|                 | 18 | Alireza Jahanbakhsh  |       | 74e |
|                 | 14 | Saman Ghoddos        |       | 86e |
| Sélectionneur : |    |                      |       |     |
| Carlos Queiroz  |    |                      |       |     |

| ESPAGNE :       |    |                 |  |     |
|                 |    |                 |  |     |
| Gardien de but  | 01 | David de Gea    |  |     |
|                 | 02 | Dani Carvajal   |  |     |
|                 | 03 | Gerard Piqué    |  |     |
|                 | 15 | Sergio Ramos    |  |     |
|                 | 18 | Jordi Alba      |  |     |
|                 | 05 | Sergio Busquets |  |     |
|                 | 06 | Andrés Iniesta  |  | 71e |
|                 | 21 | David Silva     |  |     |
|                 | 22 | Isco            |  |     |
|                 | 11 | Lucas Vázquez   |  | 79e |
|                 | 19 | Diego Costa     |  | 89e |
| Remplaçants :   |    |                 |  |     |
|                 | 08 | Koke            |  | 71e |
|                 | 20 | Marco Asensio   |  | 79e |
|                 | 09 | Rodrigo         |  | 89e |
| Sélectionneur : |    |                 |  |     |
| Fernando Hierro |    |                 |  |     |

| Assistants : Nicolás Tarán Mauricio Espinosa Quatrième arbitre : Julio Bascuñán Cinquième arbitre : Christian Schiemann Arbitre vidéo : Mauro Vigliano Assistants arbitre vidéo : Wilton Sampaio Alexander Guzmán Massimiliano Irrati Homme du Match : Diego Costa |

#### Espagne - Maroc
| Match 36                                                 | Espagne                                                        | 2 - 2   | Maroc                                                     | Arena Baltika, Kaliningrad                       |                                                  |
| 25 juin 2018 · 21:00 (UTC+2) · Historique des rencontres | ( Andrés Iniesta) Isco 18e · ( Dani Carvajal) Iago Aspas 90+1e | (1 - 1) | 14e Khalid Boutaïb · 81e Youssef En-Nesyri (Fayçal Fajr ) | Spectateurs : 33 973 Arbitrage : Ravshan Irmatov | Spectateurs : 33 973 Arbitrage : Ravshan Irmatov |
| 25 juin 2018 · 21:00 (UTC+2) · Historique des rencontres | Rapport                                                        |         |                                                           | Spectateurs : 33 973 Arbitrage : Ravshan Irmatov | Spectateurs : 33 973 Arbitrage : Ravshan Irmatov |

| Espagne | Maroc |

| ESPAGNE :       |    |                  |  |     |
|                 |    |                  |  |     |
| Gardien de but  | 01 | David de Gea     |  |     |
|                 | 02 | Dani Carvajal    |  |     |
|                 | 03 | Gerard Piqué     |  |     |
|                 | 04 | Sergio Ramos     |  |     |
|                 | 18 | Jordi Alba       |  |     |
|                 | 05 | Sergio Busquets  |  |     |
|                 | 10 | Thiago Alcántara |  | 74e |
|                 | 21 | David Silva      |  | 84e |
|                 | 22 | Isco             |  |     |
|                 | 06 | Andrés Iniesta   |  |     |
|                 | 19 | Diego Costa      |  | 74e |
| Remplaçants :   |    |                  |  |     |
|                 | 17 | Iago Aspas       |  | 74e |
|                 | 20 | Marco Asensio    |  | 74e |
|                 | 09 | Rodrigo          |  | 84e |
| Sélectionneur : |    |                  |  |     |
| Fernando Hierro |    |                  |  |     |

| MAROC :         |    |                       |       |     |
|                 |    |                       |       |     |
| Gardien de but  | 12 | Munir Mohand Mohamedi | 88e   |     |
|                 | 17 | Nabil Dirar           |       |     |
|                 | 04 | Manuel da Costa       | 31e   |     |
|                 | 06 | Romain Saïss          |       |     |
|                 | 02 | Achraf Hakimi         | 90+3e |     |
|                 | 08 | Karim El Ahmadi       | 21e   |     |
|                 | 14 | Mbark Boussoufa       | 31e   |     |
|                 | 16 | Nordin Amrabat        | 29e   |     |
|                 | 10 | Younès Belhanda       |       | 63e |
|                 | 07 | Hakim Ziyech          |       | 85e |
|                 | 13 | Khalid Boutaïb        |       | 72e |
| Remplaçants :   |    |                       |       |     |
|                 | 11 | Fayçal Fajr           |       | 63e |
|                 | 19 | Youssef En-Nesyri     |       | 72e |
|                 | 20 | Aziz Bouhaddouz       |       | 85e |
| Sélectionneur : |    |                       |       |     |
| Hervé Renard    |    |                       |       |     |

| Assistants : Abdukhamidullo Rasulov Jakhongir Saidov Quatrième arbitre : Mohammed Abdulla Hassan Mohamed Cinquième arbitre : Mohamed Al Hammadi Arbitre vidéo : Felix Zwayer Assistants arbitre vidéo : Bastian Dankert Mark Borsch Danny Makkelie Homme du Match : Isco |

### Huitième de finale

#### Espagne - Russie
| Match 51                                                     | Espagne                                                          | 1 - 1 a.p.            | Russie                                                                      | Stade Loujniki, Moscou                         |                                                |
| 1er juillet 2018 · 17:00 (UTC+3) · Historique des rencontres | Sergueï Ignachevitch 12e (csc)                                   | (1 - 1, 1 - 1, 1 - 1) | 41e (pen.) Artiom Dziouba                                                   | Spectateurs : 78 011 Arbitrage : Björn Kuipers | Spectateurs : 78 011 Arbitrage : Björn Kuipers |
| 1er juillet 2018 · 17:00 (UTC+3) · Historique des rencontres | Rapport                                                          |                       |                                                                             | Spectateurs : 78 011 Arbitrage : Björn Kuipers | Spectateurs : 78 011 Arbitrage : Björn Kuipers |
| 1er juillet 2018 · 17:00 (UTC+3) · Historique des rencontres | Andrés Iniesta · Gerard Piqué · Koke · Sergio Ramos · Iago Aspas | Tirs au but 3 - 4     | Fiodor Smolov · Sergueï Ignachevitch · Aleksandr Golovine · Denis Cheryshev | Spectateurs : 78 011 Arbitrage : Björn Kuipers | Spectateurs : 78 011 Arbitrage : Björn Kuipers |

| Espagne | Russie |

| ESPAGNE :       |    |                 |     |      |
|                 |    |                 |     |      |
| Gardien de but  | 01 | David de Gea    |     |      |
|                 | 04 | Nacho           |     | 70e  |
|                 | 03 | Gerard Piqué    | 40e |      |
|                 | 15 | Sergio Ramos    |     |      |
|                 | 18 | Jordi Alba      |     |      |
|                 | 08 | Koke            |     |      |
|                 | 05 | Sergio Busquets |     |      |
|                 | 21 | David Silva     |     | 67e  |
|                 | 22 | Isco            |     |      |
|                 | 20 | Marco Asensio   |     | 104e |
|                 | 19 | Diego Costa     |     | 80e  |
| Remplaçants :   |    |                 |     |      |
|                 | 06 | Andrés Iniesta  |     | 67e  |
|                 | 02 | Dani Carvajal   |     | 70e  |
|                 | 17 | Iago Aspas      |     | 80e  |
|                 | 09 | Rodrigo         |     | 104e |
| Sélectionneur : |    |                 |     |      |
| Fernando Hierro |    |                 |     |      |

| RUSSIE :                |    |                      |     |     |
|                         |    |                      |     |     |
| Gardien de but          | 01 | Igor Akinfeïev       |     |     |
|                         | 04 | Sergueï Ignachevitch |     |     |
|                         | 03 | Ilia Koutepov        | 54e |     |
|                         | 13 | Fiodor Koudriachov   |     |     |
|                         | 02 | Mário Fernandes      |     |     |
|                         | 18 | Iouri Jirkov         |     | 46e |
|                         | 19 | Aleksandr Samedov    |     | 61e |
|                         | 11 | Roman Zobnine        | 71e |     |
|                         | 07 | Daler Kouziaïev      |     | 97e |
|                         | 22 | Artiom Dziouba       |     | 65e |
|                         | 17 | Aleksandr Golovine   |     |     |
| Remplaçants :           |    |                      |     |     |
|                         | 14 | Vladimir Granat      |     | 46e |
|                         | 06 | Denis Cheryshev      |     | 61e |
|                         | 10 | Fiodor Smolov        |     | 65e |
|                         | 21 | Aleksandr Yerokhine  |     | 97e |
| Sélectionneur :         |    |                      |     |     |
| Stanislav Tchertchessov |    |                      |     |     |

| Assistants : Sander van Roekel Erwin Zeinstra Quatrième arbitre : Clément Turpin Cinquième arbitre : Nicolas Danos Arbitre vidéo : Danny Makkelie Assistants arbitre vidéo : Paweł Gil Mark Borsch Felix Zwayer Homme du Match : Igor Akinfeïev |

## Statistiques

### Temps de jeu
| Joueur              |          |          |          |          | TT       | But inscrit | Passe décisive | MJ       | MT       | Légende |
| ------------------- | -------- | -------- | -------- | -------- | -------- | ----------- | -------------- | -------- | -------- | --- |
| Gardiens            | Gardiens | Gardiens | Gardiens | Gardiens | Gardiens | Gardiens    | Gardiens       | Gardiens | Gardiens | Abréviations et symboles : TT : Total de minutes jouées MJ : Nombre de matchs joués MT : Matchs joués en tant que titulaire : but (csc) : but contre son camp : passe décisive : joueur entré : joueur remplacé : capitaine : carton jaune : carton rouge |
| David de Gea        | 90       | 90       | 90       | 120      | 390      | -           | -              | 4        | 4        | Abréviations et symboles : TT : Total de minutes jouées MJ : Nombre de matchs joués MT : Matchs joués en tant que titulaire : but (csc) : but contre son camp : passe décisive : joueur entré : joueur remplacé : capitaine : carton jaune : carton rouge |
| Pepe Reina          | -        | -        | -        | -        | -        | -           | -              | -        | -        | Abréviations et symboles : TT : Total de minutes jouées MJ : Nombre de matchs joués MT : Matchs joués en tant que titulaire : but (csc) : but contre son camp : passe décisive : joueur entré : joueur remplacé : capitaine : carton jaune : carton rouge |
| Kepa Arrizabalaga   | -        | -        | -        | -        | -        | -           | -              | -        | -        | Abréviations et symboles : TT : Total de minutes jouées MJ : Nombre de matchs joués MT : Matchs joués en tant que titulaire : but (csc) : but contre son camp : passe décisive : joueur entré : joueur remplacé : capitaine : carton jaune : carton rouge |
| Défenseurs          |          |          |          |          |          |             |                |          |          | Abréviations et symboles : TT : Total de minutes jouées MJ : Nombre de matchs joués MT : Matchs joués en tant que titulaire : but (csc) : but contre son camp : passe décisive : joueur entré : joueur remplacé : capitaine : carton jaune : carton rouge |
| Dani Carvajal       | -        | 90       | 90       | 50       | 230      | -           | 1              | 3        | 2        | Abréviations et symboles : TT : Total de minutes jouées MJ : Nombre de matchs joués MT : Matchs joués en tant que titulaire : but (csc) : but contre son camp : passe décisive : joueur entré : joueur remplacé : capitaine : carton jaune : carton rouge |
| Álvaro Odriozola    | -        | -        | -        | -        | -        | -           | -              | -        | -        | Abréviations et symboles : TT : Total de minutes jouées MJ : Nombre de matchs joués MT : Matchs joués en tant que titulaire : but (csc) : but contre son camp : passe décisive : joueur entré : joueur remplacé : capitaine : carton jaune : carton rouge |
| Gerard Piqué        | 90       | 90       | 90       | 120      | 390      | -           | -              | 4        | 4        | Abréviations et symboles : TT : Total de minutes jouées MJ : Nombre de matchs joués MT : Matchs joués en tant que titulaire : but (csc) : but contre son camp : passe décisive : joueur entré : joueur remplacé : capitaine : carton jaune : carton rouge |
| Sergio Ramos        | 90       | 90       | 90       | 120      | 390      | -           | -              | 4        | 4        | Abréviations et symboles : TT : Total de minutes jouées MJ : Nombre de matchs joués MT : Matchs joués en tant que titulaire : but (csc) : but contre son camp : passe décisive : joueur entré : joueur remplacé : capitaine : carton jaune : carton rouge |
| Nacho               | 90       | -        | -        | 70       | 160      | 1           | -              | 2        | 2        | Abréviations et symboles : TT : Total de minutes jouées MJ : Nombre de matchs joués MT : Matchs joués en tant que titulaire : but (csc) : but contre son camp : passe décisive : joueur entré : joueur remplacé : capitaine : carton jaune : carton rouge |
| César Azpilicueta   | -        | -        | -        | -        | -        | -           | -              | -        | -        | Abréviations et symboles : TT : Total de minutes jouées MJ : Nombre de matchs joués MT : Matchs joués en tant que titulaire : but (csc) : but contre son camp : passe décisive : joueur entré : joueur remplacé : capitaine : carton jaune : carton rouge |
| Jordi Alba          | 90       | 90       | 90       | 120      | 390      | -           | -              | 4        | 4        | Abréviations et symboles : TT : Total de minutes jouées MJ : Nombre de matchs joués MT : Matchs joués en tant que titulaire : but (csc) : but contre son camp : passe décisive : joueur entré : joueur remplacé : capitaine : carton jaune : carton rouge |
| Nacho Monreal       | -        | -        | -        | -        | -        | -           | -              | -        | -        | Abréviations et symboles : TT : Total de minutes jouées MJ : Nombre de matchs joués MT : Matchs joués en tant que titulaire : but (csc) : but contre son camp : passe décisive : joueur entré : joueur remplacé : capitaine : carton jaune : carton rouge |
| Milieux             |          |          |          |          |          |             |                |          |          | Abréviations et symboles : TT : Total de minutes jouées MJ : Nombre de matchs joués MT : Matchs joués en tant que titulaire : but (csc) : but contre son camp : passe décisive : joueur entré : joueur remplacé : capitaine : carton jaune : carton rouge |
| Sergio Busquets     | 90       | 90       | 90       | 120      | 390      | -           | 1              | 4        | 4        | Abréviations et symboles : TT : Total de minutes jouées MJ : Nombre de matchs joués MT : Matchs joués en tant que titulaire : but (csc) : but contre son camp : passe décisive : joueur entré : joueur remplacé : capitaine : carton jaune : carton rouge |
| Saúl                | -        | -        | -        | -        | -        | -           | -              | -        | -        | Abréviations et symboles : TT : Total de minutes jouées MJ : Nombre de matchs joués MT : Matchs joués en tant que titulaire : but (csc) : but contre son camp : passe décisive : joueur entré : joueur remplacé : capitaine : carton jaune : carton rouge |
| Koke                | 90       | 19       | -        | 120      | 229      | -           | -              | 3        | 2        | Abréviations et symboles : TT : Total de minutes jouées MJ : Nombre de matchs joués MT : Matchs joués en tant que titulaire : but (csc) : but contre son camp : passe décisive : joueur entré : joueur remplacé : capitaine : carton jaune : carton rouge |
| Thiago Alcántara    | 20       | -        | 74       | -        | 94       | -           | -              | 2        | 1        | Abréviations et symboles : TT : Total de minutes jouées MJ : Nombre de matchs joués MT : Matchs joués en tant que titulaire : but (csc) : but contre son camp : passe décisive : joueur entré : joueur remplacé : capitaine : carton jaune : carton rouge |
| Andrés Iniesta      | 70       | 71       | 90       | 53       | 284      | -           | 1              | 4        | 3        | Abréviations et symboles : TT : Total de minutes jouées MJ : Nombre de matchs joués MT : Matchs joués en tant que titulaire : but (csc) : but contre son camp : passe décisive : joueur entré : joueur remplacé : capitaine : carton jaune : carton rouge |
| David Silva         | 86       | 90       | 84       | 67       | 327      | -           | -              | 4        | 4        | Abréviations et symboles : TT : Total de minutes jouées MJ : Nombre de matchs joués MT : Matchs joués en tant que titulaire : but (csc) : but contre son camp : passe décisive : joueur entré : joueur remplacé : capitaine : carton jaune : carton rouge |
| Isco                | 90       | 90       | 90       | 120      | 390      | 1           | -              | 4        | 4        | Abréviations et symboles : TT : Total de minutes jouées MJ : Nombre de matchs joués MT : Matchs joués en tant que titulaire : but (csc) : but contre son camp : passe décisive : joueur entré : joueur remplacé : capitaine : carton jaune : carton rouge |
| Attaquants          |          |          |          |          |          |             |                |          |          | Abréviations et symboles : TT : Total de minutes jouées MJ : Nombre de matchs joués MT : Matchs joués en tant que titulaire : but (csc) : but contre son camp : passe décisive : joueur entré : joueur remplacé : capitaine : carton jaune : carton rouge |
| Marco Asensio       | -        | 11       | 16       | 104      | 131      | -           | -              | 3        | 1        | Abréviations et symboles : TT : Total de minutes jouées MJ : Nombre de matchs joués MT : Matchs joués en tant que titulaire : but (csc) : but contre son camp : passe décisive : joueur entré : joueur remplacé : capitaine : carton jaune : carton rouge |
| Lucas Vázquez       | 4        | 79       | -        | -        | 83       | -           | -              | 2        | 1        | Abréviations et symboles : TT : Total de minutes jouées MJ : Nombre de matchs joués MT : Matchs joués en tant que titulaire : but (csc) : but contre son camp : passe décisive : joueur entré : joueur remplacé : capitaine : carton jaune : carton rouge |
| Iago Aspas          | 13       | -        | 16       | 40       | 69       | 1           | -              | 3        | -        | Abréviations et symboles : TT : Total de minutes jouées MJ : Nombre de matchs joués MT : Matchs joués en tant que titulaire : but (csc) : but contre son camp : passe décisive : joueur entré : joueur remplacé : capitaine : carton jaune : carton rouge |
| Rodrigo             | -        | 1        | 6        | 16       | 23       | -           | -              | 3        | -        | Abréviations et symboles : TT : Total de minutes jouées MJ : Nombre de matchs joués MT : Matchs joués en tant que titulaire : but (csc) : but contre son camp : passe décisive : joueur entré : joueur remplacé : capitaine : carton jaune : carton rouge |
| Diego Costa         | 77       | 89       | 74       | 80       | 320      | 3           | -              | 4        | 4        | Abréviations et symboles : TT : Total de minutes jouées MJ : Nombre de matchs joués MT : Matchs joués en tant que titulaire : but (csc) : but contre son camp : passe décisive : joueur entré : joueur remplacé : capitaine : carton jaune : carton rouge |
| CSC                 |          |          |          |          |          |             |                |          |          | Abréviations et symboles : TT : Total de minutes jouées MJ : Nombre de matchs joués MT : Matchs joués en tant que titulaire : but (csc) : but contre son camp : passe décisive : joueur entré : joueur remplacé : capitaine : carton jaune : carton rouge |
| But contre son camp | -        | -        | -        | 1 (csc)  | -        | 1           | -              | -        | -        | Abréviations et symboles : TT : Total de minutes jouées MJ : Nombre de matchs joués MT : Matchs joués en tant que titulaire : but (csc) : but contre son camp : passe décisive : joueur entré : joueur remplacé : capitaine : carton jaune : carton rouge |
| TOTAL               |          |          |          |          |          |             |                |          |          | Abréviations et symboles : TT : Total de minutes jouées MJ : Nombre de matchs joués MT : Matchs joués en tant que titulaire : but (csc) : but contre son camp : passe décisive : joueur entré : joueur remplacé : capitaine : carton jaune : carton rouge |
| Équipe d'Espagne    | 90       | 90       | 90       | 120      | 390      | 7           | 3              | 4        | -        | Abréviations et symboles : TT : Total de minutes jouées MJ : Nombre de matchs joués MT : Matchs joués en tant que titulaire : but (csc) : but contre son camp : passe décisive : joueur entré : joueur remplacé : capitaine : carton jaune : carton rouge |

| Buts    | Joueurs              | Adversaires        |
| ------- | -------------------- | ------------------ |
| 3       | Diego Costa          | Portugal (2), Iran |
| 1       | Nacho                | Portugal           |
| 1       | Isco                 | Maroc              |
| 1       | Iago Aspas           | Maroc              |
| 1 (csc) | Sergueï Ignachevitch | Russie             |
| TOTAL   | 7 BUTS               | 7 BUTS             |

| Passes | Joueurs            | Adversaires        |
| ------ | ------------------ | ------------------ |
| 1      | Sergio Busquets    | Portugal           |
| 1      | Andrés Iniesta     | Maroc              |
| 1      | Dani Carvajal      | Maroc              |
| TOTAL  | 3 PASSES DÉCISIVES | 3 PASSES DÉCISIVES |